# Nicolás Marichal
Nicolás Marichal Pérez (Sarandí del Yí, 17 de marzo de 2001) es un futbolista uruguayo. Juega como defensa en el Dinamo de Moscú de la Liga Premier de Rusia.
Surgido de la cantera del Club Nacional de Football, debutó profesionalmente el 11 de enero de 2020 por la Copa Desafío de Campeones ante River Plate de Argentina. Integró el plantel de Nacional que ganó el Campeonato Uruguayo de 2020 y la Supercopa Uruguaya de 2021.

## Carrera
Comenzó a practicar fútbol desde la infancia en Sarandí del Yí. Toda su carrera profesional la ha desarrollado en el Club Nacional de Football.

### Inicios
Nicolás Marichal comenzó a jugar al fútbol infantil en el club Peñarol de baby fútbol de Sarandí del Yí. Su pasaje a torneos infantiles de fútbol 11 tuvo lugar en el Club Defensor de la misma ciudad durante un año. En 2018 integró el plantel del Club Nacional de Sarandí del Yí con el que disputó la Copa de Clubes del Interior. En ese torneo fue visto por captadores del Club Nacional de Football que recomendaron su contratación.
A mediados de 2018 tras una prueba se integró a la Quinta División del Club Nacional del Football que dirigía el entrenador Rodrigo Lemos. Aunque destacaba como zaguero, jugó algunos minutos como mediocampista en esa categoría. Un año y medio después fue convocado por el técnico Martín Ligüera para integrarse al plantel de Tercera División de los "Albos", en  la que se consolidó como defensa central y obtuvo la cinta de capitán del equipo.

### Primera División
Su debut como jugador del primer equipo del Club Nacional de Football tuvo lugar el 11 de enero de 2020 en un partido amistoso ante River Plate de Argentina. Lo hizo bajo la dirección técnica de Gustavo Munúa. El partido terminó 4 a 4 y formó parte de la Copa Desafío de Campeones.
Oficialmente por el Campeonato Uruguayo, jugó su primer encuentro ante River Plate de Uruguay el 7 de febrero de 2021 bajo la dirección técnica de Jorge Giordano. El partido culminó 3 a 0 favorable a Nacional y Nicolás Marichal ingresó por el defensa Guzmán Corujo en el minuto 86.
Con Martín Ligüera al frente del plantel principal del club, Marichal jugó su primer partido como titular ante Deportivo Maldonado el 28 de marzo de 2021. El partido se disputó en el Campus Municipal de Maldonado y fue favorable a Nacional que venció por 2 goles a 1 al local. El encuentro formaba parte del Campeonato Uruguayo 2020, retrasado en su calendario por la pandemia de la COVID-19. En ese mismo torneo disputó las dos finales ante el Club Atlético Rentistas consagrándose por primera vez Campeón Uruguayo. Ese mismo año se consagró campeón de la Supercopa de Uruguay bajo la dirección técnica de Alejandro Cappuccio.
La temporada 2022 la comenzó bajo la dirección técnica de Pablo Repetto en Nacional. Bajo su conducción ha jugado normalmente de titular en los partidos disputados por el Torneo Apertura y la Copa Libertadores de América.

## Selección nacional

### Selecciones Juveniles
En 2021 fue convocado a la selección uruguaya sub-20 dirigida por el entrenador Gustavo Ferreyra. Finalmente tras varios meses de trabajo preparándose con el plantel celeste que disputaría el XXX Campeonato Sudamericano Sub-20, no pudo debutar oficialmente al suspenderse por orden de FIFA y Conmebol los torneos juveniles de ese año.  En el 2023 fue convocado por Marcelo Bielsa a la Selección uruguaya Sub-23 para disputar el Preolímpico de la categoría en Venezuela.

### Selección Mayor
En marzo de 2024 recibe su primera convocatoria para la Selección Uruguaya para los amistosos ante las Selecciones de Euskadi y Costa de Marfil. Su debut fue el día 23 de marzo ante los vascos, disputando los 90 minutos del partido.

### Participaciones en Copas América
| Torneo            | Sede           | Resultado    | Partidos | Goles |
| ----------------- | -------------- | ------------ | -------- | ----- |
| Copa América 2024 | Estados Unidos | Tercer lugar | 0        | 0     |

### Participaciones con la Selección Mayor
| Partidos | Partidos | Partidos  | Partidos                | Partidos            | Partidos                                          | Partidos | Partidos               | Partidos       |
| N.º      | Rival    | Resultado | Fecha                   | Lugar               | Competencia                                       | Goles    | Cambio                 | DT             |
| -------- | -------- | --------- | ----------------------- | ------------------- | ------------------------------------------------- | -------- | ---------------------- | -------------- |
| 1        | Euskadi  | 1:1       | 23 de marzo de 2024     | Bilbao, País Vasco  | Amistoso                                          | -        | -                      | Marcelo Bielsa |
| 2        | Paraguay | 0:0       | 6 de septiembre de 2024 | Montevideo. Uruguay | Clasificación de Conmebol para el Mundial de 2026 | -        | 46' por Santiago Bueno | Marcelo Bielsa |

## Estadísticas
| Club         | Partidos | Goles |
| ------------ | -------- | ----- |
| Nacional     | 73       | 2     |
| Dinamo Moscú | 8        | 0     |

## Distinciones
Fue distinguido como el mejor jugador del encuentro contra el Club Atlético Rentistas disputado el 27 de junio de 2021.
Desde el 1 de enero de 2020 su avatar formó parte del plantel del Club Nacional de Football en las ediciones del software de la serie de videojuegos FIFA, de EA Games.